# Onofre Jarpa
Onofre Jarpa Labra (Alhué, 12 de junio de 1849-Santiago, 15 de febrero de 1940) fue un pintor paisajista chileno, también se desempeñó como ensayista de temas de artísticos en diversas publicaciones chilenas. Su extensa vida le permitió trabajar con una gran cantidad de artistas diferentes y llegó a educar a uno de los cuatro grandes maestros de la pintura chilena, el paisajista Alberto Valenzuela Llanos, además, conoció a los otros tres. Trabajó junto al pintor histórico Manuel Antonio Caro y algunos miembros de la generación del trece, entre los que destacan Ezequiel Plaza y el premio nacional de arte, Agustín Abarca. Antonio Romera lo cita como uno de los tres pintores románticos de Chile junto con Antonio Smith y Ramírez Rosales. Se preocupó de crear pinturas altamente detalladas, en un entorno romántico. Sus mejores pinturas son paisajes de Venecia. Fue tío abuelo del político chileno Sergio Onofre Jarpa.

## Biografía
Sus padres fueron Francisco Jarpa y Genoveva Labra. Sus estudios iniciales los realizó en el Instituto Nacional  junto con Alfredo Valenzuela Puelma y Juan Francisco González. Artísticamente  inició a los quince años bajo las enseñanzas de Salustio Carmona. Más tarde continuó sus estudios en la academia de Bellas Artes de Santiago, dirigida por el italiano Alejandro Ciccarelli, fue aquí condiscípulo de los pintores Pedro Lira y Cosme San Martín. Antonio Romera califica esta primera etapa del pintor como realista, debido a su perfeccionismo técnico, más incluye que ese realismo no está dado por una disociación del sentimiento, más bien, ocupa el paisaje detallado como una manera de expresar su comunidad espiritual con el tema. Finalmente concluye, que en este primer momento, lo más posible es que Onofre Jarpa haya sido realista-romántico.

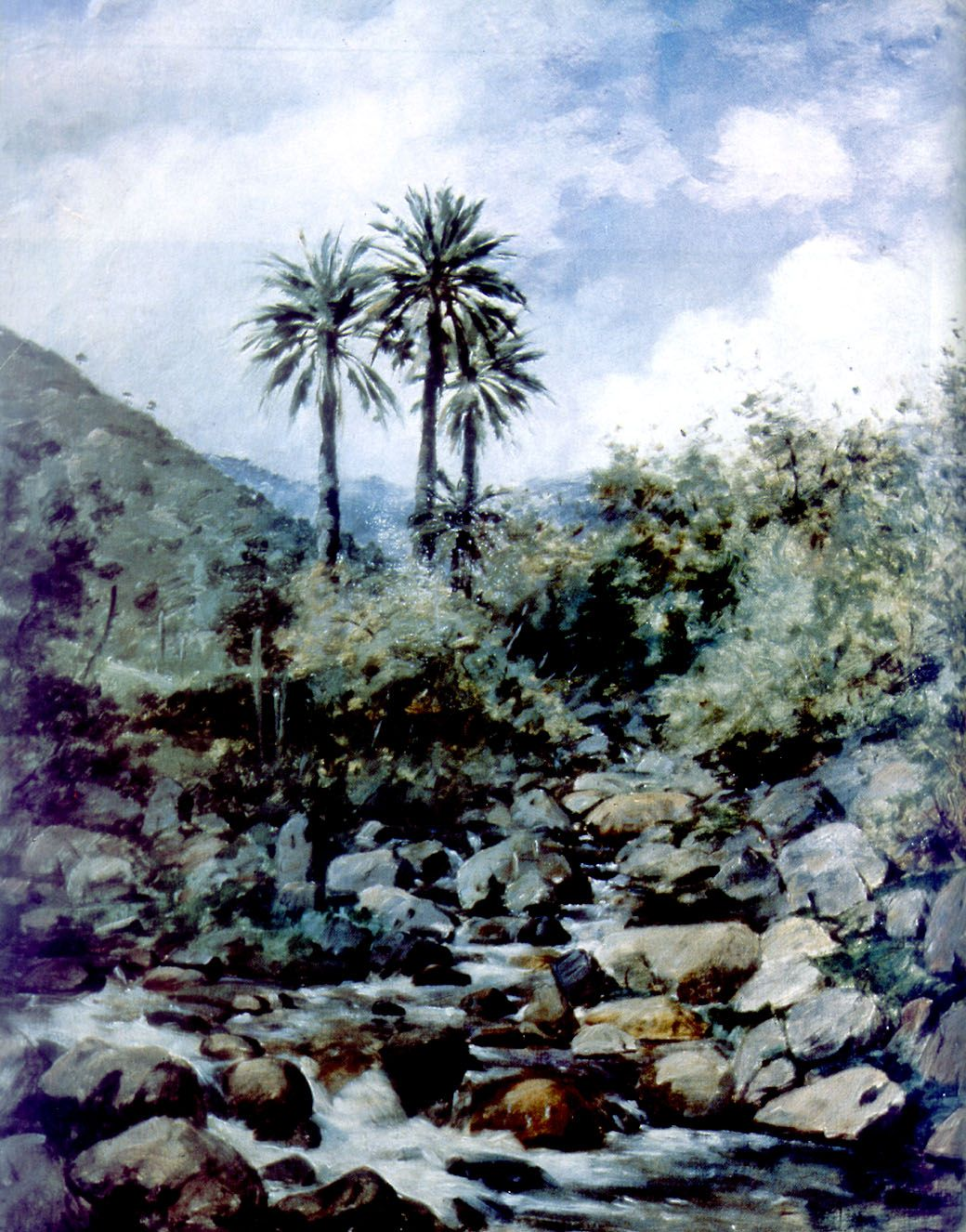
Palmas de Ocoa, una de las obras cumbre del pintor.

Ernesto Kirchbach fue su segundo maestro en Bellas Artes y, tras él, su rumbo como pintor ya estaba decidido. En [1875 ganó segunda medalla en la Exposición Internacional de Santiago, Chile. Años más tarde, en 1881, el gobierno chileno le otorgó una beca que le permitió viajar a Europa. Recorrió los centros de arte y logró estudiar pintura en España, Roma y París.

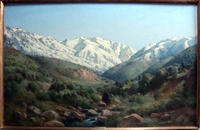
Cordilleras de Chillán.

En España comenzó a practicar paisajismo junto al maestro Francisco Pradilla quien le enseñó a dominar la pintura al aire libre y el trazo pincelado. En Italia, fue el pintor piamontés Marco Calderini quien perfeccionó su técnica. Es en Venecia que se desarrolló su mejor periodo artístico, aquí, su pintura cambia de rumbo y se dirige hacía el naturalismo, agregando a su repertorio las naturalezas muertas. Más tarde viajaría en peregrinación a tierra santa. En este periodos se arraiga en el artista la idea del plenairismo, estilo que se caracteriza por la realización de obras al aire libre. Destacan de este viaje pinturas del Monasterio de Montserrat en España, el río Jordán y Monte Carmelo en Palestina y el Líbano.
Al volver a Chile se convirtió en admirador del maestro paisajista Antonio Smith. Las obras de Smith enseña a Jarpa a traspasar el sentimiento romántico a los cuadros, esto lo convierte en su mayor formador.  Después se dedicó a la labor docente generando varios alumnos destacados en el ámbito nacional. Entre los pintores bajo su tutoría estuvieron, Eugenio Guzmán Ovalle, el caricaturista Jorge Délano y  José Tomás Errázuriz, este último su mayor admirador y seguidor. Su mayor logro fue el paisajista Alberto Valenzuela Llanos, futuro miembro de los grandes maestros de la pintura chilena . 
Una de las pinturas románticas más famosas es el óleo Laguna de Aculeo, se puede ver en ella la influencia de Smith en el tratamiento de las montañas de carácter emotivo. Además, destaca el detallismo prolífico logrado en los distintos árboles del cuadro,  con diferentes especies y alturas complementarias que no estorban la visión del lago. Es el árbol del sector derecho el más logrado de la composición, con ramas y raíces acomodadas para dar una mejor perspectiva a la tela sin restar importancia al lago en sí. 

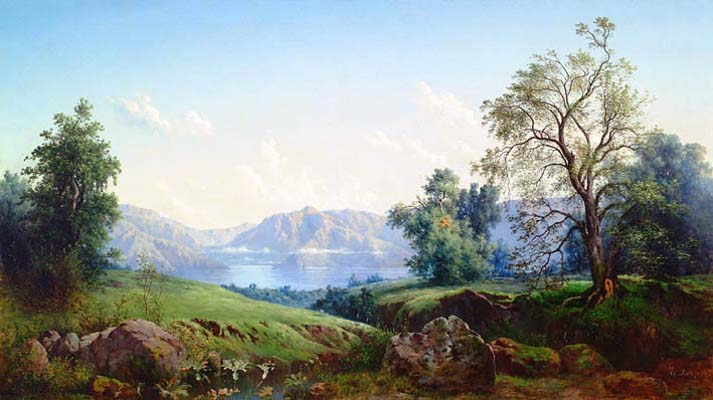
Laguna de Aculeo, Provincia de Maipo, por Onofre Jarpa

A través de su vida en Chile le tocó vivir la transición del academicismo francés, hasta los primeros movimientos impresionistas, dirigidos por Juan Francisco González. Jarpa se mantiene al margen de las tendencias y desarrolla un arte mucho más detallado y sentimental. Al final de su vida intenta captar la emoción de los paisajes impresionistas de una manera no explícita, Antonio Romera habla de este periodo como uno de los más interesantes del pintor, ya que no abandona completamente la pintura al detalle y sin embargo lo acompaña la idea de una reforma en los colores y las figuras. Esta combinación es uno de sus más grandes aciertos pictóricos, convirtiéndolo en uno de los paisajistas chilenos más reconocidos. Gracias a su larga vida convivió con el Grupo Montparnasse y la generación del trece.

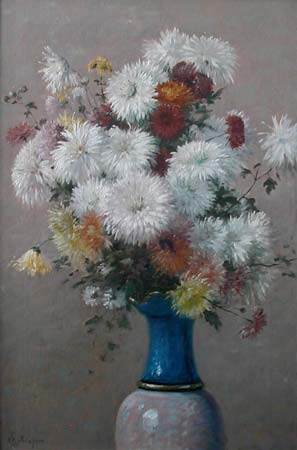
Naturaleza muerta ,Crisantemos.

A pesar de ser sus paisajes lo más destacable del pintor, realizó múltiples retratos de personajes ilustres. Los bodegones de flores son los más distribuidos entre sus naturalezas muertas, en  el óleo Crisantemos se puede ver como el pintor es capaz de crear una pintura precisa académicamente sin abandonar la confluencia con el sentimiento romántico. Algunos de los paisajes del pintor influenciaron profundamente en el pintor Agustín Abarca uno de los primeros premios nacionales de arte de Chile

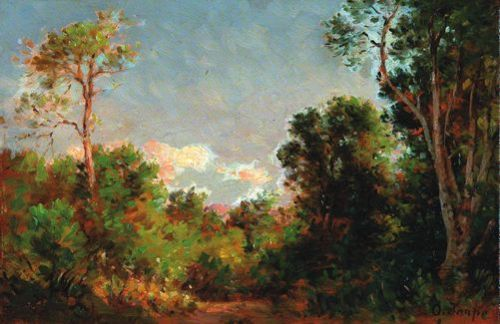
Paisaje de Osorno 1899.

Onofre Jarpa es retratado por sus coetáneos como una persona de carácter benévolo, sereno y especialmente religioso. Estas cualidades le permitieron llegar a una avanzada edad sin abandonar los pinceles. 

[...L]a contemplación y la representación del paisaje tuvieron en efecto un sentido religioso para Jarpa, quien los consideraba medios de acercamiento al Creador.

El congreso le otorgó pensión por gracia en 1938. Murió en la capital chilena en 1940.

## Legado
Onofre Jarpa fue maestro de un destacado grupo de pintores dentro de Chile, incluyendo al maestro paisajista Alberto Valenzuela Llanos.  Sus obras son fieles históricamente y con una fuerte carga sentimental, por ello se le incluye dentro de los pocos pintores románticos de Chile. Ganó múltiples premios nacionales e internacionales y logró cambiar la forma en que se manejaba el paisaje natural chileno. Se desempeñó además como ensayista de temas de arte en diversas publicaciones del país.
Entre sus pinturas uno de sus mayores logros fue Palmas de Ocoa, en ella se puede ver un grupo de palmas altamente detalladas, pero con una intención impresionista, la capacidad para conectar estos estilos tan distintos hizo ganar fama y varios reconocimientos al pintor. 
En la actualidad una gran parte de sus obras se mantiene en colecciones de privados. Los museos públicos con lienzos del pintor son el  Museo Nacional de Bellas Artes,  la Casa del Arte en Concepción, la colección de pintura del Banco Central de Chile y el Museo Histórico O'Higginiano. Entre estos museos la muestra más completa la mantiene el museo de Bellas Artes con aproximadamente una decena de obra del  pintor.

## Premios[6]

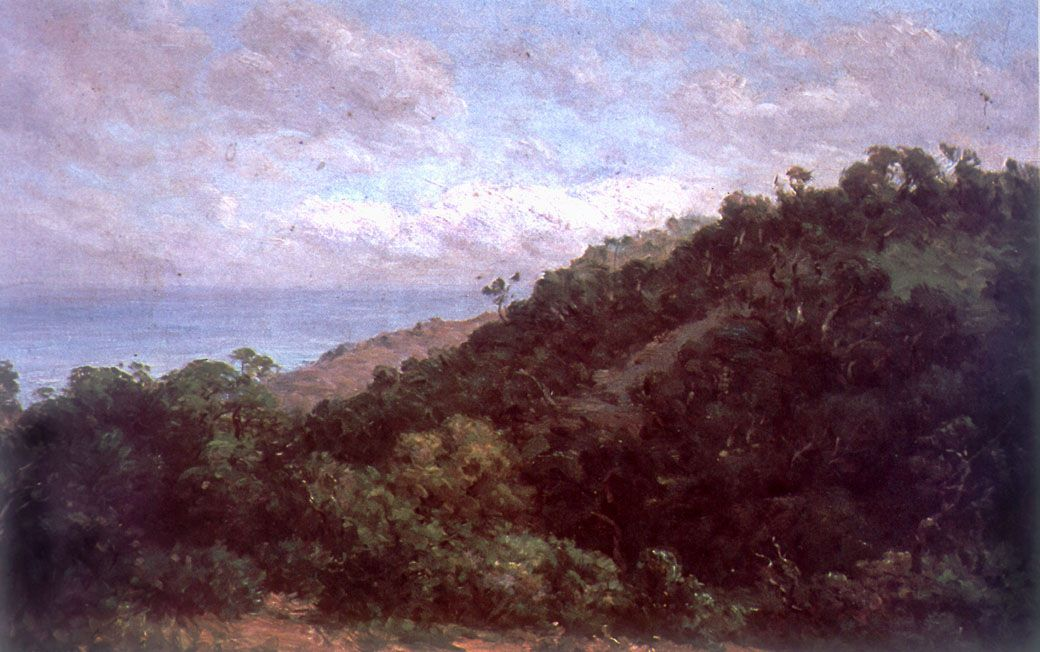
Paisaje Playa de Tanhume.

- 1875: Segunda Medalla en la Exposición Internacional de Santiago, Chile.Paisaje Playa de Tanhume.
- 1875: Segunda Medalla en el Salón Oficial de Santiago, Chile.
- 1877: Primera Medalla en Salón Oficial de Santiago, Chile.
- 1879: Beca del Gobierno Chileno para estudiar en Europa.
- 1886: Primera Medalla en Salón Oficial de Santiago, Chile.
- 1888: Segunda Medalla en la Exposición General y Premio de Paisaje del Certamen Edwards del Salón Oficial de Santiago, Chile.
- 1890: Premio de Honor del Certamen Edwards del Salón Oficial. Santiago, Chile.
- 1893: Premio Certamen Maturana, Premio de Honor y Premio de Paisaje del Certamen Edwards en Salón Oficial de Santiago, Chile.
- 1900: Premio de Honor del Certamen Edwards del Salón Oficial, Santiago, Chile.
- 1901: Tercera Medalla en la Exposición de Buffalo en Estados Unidos.
- 1903: Premio de Honor en Salón Oficial de Santiago, Chile.
- 1904: Premio de Paisaje Certamen Edwards en el Salón Oficial. Santiago, Chile
- 1907: Premio de Honor Certamen Edwards en el Salón Oficial. Santiago, Chile
- 1910: Segunda Medalla de Plata Exposición Internacional de Buenos Aires, Argentina.
- 1910: Primera Medalla de Oro en Exposición Internacional de Santiago, Chile.